# Костянтинівка (Дніпровський район)
Костянти́нівка — село в Україні, у Святовасилівській сільській громаді Дніпровського району Дніпропетровської області. Населення — 105 мешканців.

## Географія
Село Костянтинівка знаходиться на берегах річки Грушівка, вище за течією на відстані 2 км розташоване село Голубинівка, нижче за течією на відстані 1 км розташоване село Березнуватівка. Річка в цьому місці пересихає, на ній зроблено кілька загат.

## Населення

### Мова
Розподіл населення за рідною мовою за даними перепису 2001 року:
| Мова       | Відсоток |
| ---------- | -------- |
| українська | 98,1 %   |
| російська  | 1,9 %    |